# Pehr Olof Holsti
Pehr Olof Holsti, född 7 april 1889 i Finland, död 20 februari 1965 på Södra Askö, Trosa-Vagnhärads församling, var en finländsk-svensk ingenjör.
Pehr Olof Holsti var kusin till Rudolf Holsti. Han blev civilingenjör 1912, disponent vid Tollander & Klärichs tobaksfabrik i Södertälje 1913 och var teknisk chef vid AB Svenska Tobaksmonopolet från 1919. Holsti var ledamot av undersökningskommissionen rörande detaljhandeln med tobaksvaror 1933–1937 och av Statens tobaksnämnd från 1943.